# Aldo Gordini
Aldo Gordini (Bologna, 1921. május 20. – Párizs, 1995. január 28.) francia autóversenyző.

## Pályafutása
A Gordini autógyár alapítójának, Amédée Gordininek a fiaként született. Aldo szerelőként dolgozott a gyár versenycsapatában, valamint alkalmanként mint versenyző is részt vett különböző viadalokon.
1951-ben rajthoz állt a Formula–1-es világbajnokság keretein belül rendezett francia nagydíjon. A futamon a 17. helyről rajtolt, ám a 22. körben -  technikai problémái miatt -  kiesett. Ugyanebben az évben részt vett a Le Mans-i 24 órás versenyen is, azonban ott sem sikerült célba érnie.

## Eredményei

### Le Mans-i 24 órás autóverseny
| Év   | Csapat              | Autó               | Csapattárs  | Helyezés |
| ---- | ------------------- | ------------------ | ----------- | -------- |
| 1950 | Automobiles Gordini | Simca-Gordini T15S | André Simon | Kiesett  |
| 1951 | Equipe Gordini      | Simca-Gordini T15S | Jose Scaron | Kiesett  |

### Teljes Formula–1-es eredménylistája
(Táblázat értelmezése)

(Félkövér: pole-pozícióból indult; dőlt: leggyorsabb kört futott) 

| Év   | Csapat         | Modell            | Motor              | 1   | 2   | 3   | 4      | 5   | 6   | 7   | 8   | Helyezés | Pont |
| ---- | -------------- | ----------------- | ------------------ | --- | --- | --- | ------ | --- | --- | --- | --- | -------- | ---- |
| 1951 | Equipe Gordini | Simca-Gordini T11 | Gordini Straight-4 | SUI | 500 | BEL | FRA Ki | GBR | GER | ITA | ESP | -        | 0    |